# 克里利山
85°6′S 174°29′W / 85.100°S 174.483°W
克里利山是南極洲的山峰，位於杜費克海岸的麥克格雷格冰川北岸，屬於毛德王后山脈的一部分，該山峰現時由南極條約體系管理。